# NGC 2997
إن جي سي 2997 مجرة حلزونية غير منتظمة تقع في إتجاة كوكبة مفرغة الهواء على بعد 30 مليون سنة ضوئية من درب التبانة.وألمع مجرة في مجموعة إن جي سي 2997 المجرية

## وصلات خارجية
- Nemiroff، R.؛ Bonnell، J.، المحررون (30 أكتوبر 1996). "Grand Design Spiral Galaxy NGC 2997". صورة اليوم الفلكية. ناسا.
- NGC 2997 in Antlia